# Institut La Boétie (2020)
Ne doit pas être confondu avec le think tank libéral du même nom créé en 1978.
L'Institut La Boétie est un think tank français créé le 21 octobre 2019 par le conseiller d’État Bernard Pignerol. Affilié au parti politique français La France insoumise, il est co-présidé par Jean-Luc Mélenchon et Clémence Guetté.
Il est composé de sept départements (économie, géographie, histoire, philosophie, planification écologique, relations internationales et sociologie) qui publient des notes thématiques et proposent des conférences, chaires, ainsi que des cours théoriques et ateliers pratiques. L'institut comprend également une école de formation militante.

## Histoire
L'institut est créé le 21 octobre 2019 et enregistré le 4 novembre 2019 au Journal officiel, d'abord sous le nom « l'institut des transitions citoyennes ». Il est véritablement lancé par Bernard Pignerol, qui en sera son premier président, en septembre 2020 pour soutenir la candidature de Jean-Luc Mélenchon en vue de l'élection présidentielle de 2022. En décembre 2020, ses créateurs changent son nom en « Institut La Boétie ».
Cette initiative, issue du parti politique La France insoumise, fait allusion à l'écrivain humaniste français Étienne de La Boétie, connu notamment pour son Discours de la servitude volontaire et pour son amitié avec Michel de Montaigne. Le choix de ce nom constitue ainsi un pied de nez à l'encontre de l'Institut Montaigne, un think tank libéral fondé en 2000. En effet, selon Mélenchon, l'Institut La Boétie « doit devenir le phare idéologique de la gauche anticapitaliste, comme l'est pour la droite libérale l'Institut Montaigne ».
L'objectif annoncé lors du lancement de l'Institut La Boétie est d'être « un lieu d'élaboration intellectuelle de haut niveau et un outil d'éducation populaire ». Cependant, d'après Erwan Bruckert, journaliste pour L'Express, l'institution est restée peu active jusqu'en 2021.
L'Institut La Boétie est inauguré à Paris, le 5 février 2023, au réfectoire des Cordeliers en présence de l'écrivaine Annie Ernaux (prix Nobel de littérature en 2022).
Dans le cadre de l'école de formation proposée par l'institut, la première promotion du cursus renforcé, composée de 70 étudiants, commence sa formation en janvier 2023. Elle porte le nom de la figure révolutionnaire Louise Michel.
Selon le journal Le Monde, l'Institut parvient à attirer des chercheurs de tous horizons — économistes, géographes, sociologues — et « sert aussi d'écurie au mouvement, qui forme des générations de militants à la ligne du mouvement ».
La fondation confie notamment une « chaire de géographie » à Andreas Malm, maître de conférences en géographie humaine à l'université de Lund et militant classé à l’extrême gauche ; qui donne une première conférence le 23 mars 2023. Elle le présente comme un chercheur « mondialement connu » et une « figure incontournable des mouvements pour la justice climatique ».
Depuis 2023, l'Institut La Boétie co-organise les Amfis, les universités d'été de la France insoumise.

## Positionnement politique
Le journal d’extrême gauche L'Humanité classe l'Institut La Boétie à gauche du spectre politique. L'hebdomadaire Franc-Tireur classe l'Institut La Boétie à l'extrême gauche et qualifie le think tank de populiste et conspirationniste.
Loin du modèle des lobbys d’experts visant la neutralité, l'institut assume un objectif partisan et travaille en lien avec des structures proches des « insoumis » qui lui préexistaient, tel le média Le Vent se lève, ou encore le think tank Intérêt général.
Selon Jean-Luc Mélenchon, l'Institut La Boétie doit « porter et partager une pensée critique qui », d'après lui, « représente aujourd’hui la seule alternative au système dominant et dévastateur néo-libéral », afin de devenir un « phare idéologique de la gauche anticapitaliste ».
D'après BFM TV, l'organisation est un « un think tank de pensée anticapitaliste qui formera des futurs cadres de la gauche radicale ». Il est proche de La France insoumise.
D'ailleurs, la radio française Europe 1 y voit un concurrent de la Fondation Jean-Jaurès, proche du Parti socialiste. Le journal Le Monde note que la bonne tenue des conférences du think tank, convenue à gauche, rend jaloux certains socialistes, qui peinent à attirer autant dans les murs de leur parti, et souffrent surtout, faute de bons scores électoraux à la présidentielle, de financements bien inférieurs à ceux de La France insoumise.
D'après le chercheur en sciences politiques Rafaël Cos, dans la lente tectonique des plaques entre chercheurs, experts et politiques, la consolidation de cet institut « insoumis » offre « un débouché qui n’existait pas auparavant et s’est substitué à l'orbite de la gauche socialiste ». Selon Le Monde, le rêve de remplacer le Parti Socialiste est « en passe d'être réalisé, au moins dans la sphère des idées ».

## Financement
Selon Manuel Menal, le secrétaire général de l'Institut La Boétie, le fonds de dotation initial a été abondé par La France insoumise. En mars 2022, l'institut reçoit un versement d'un million d’euros de la part de La France insoumise ; il profite aussi de l'expérience organisationnelle tirée des campagnes électorales.

## Organisation
L'organisation se divise en sept départements : économie, géographie, histoire, philosophie, planification écologique, relations internationales et sociologie. Ces départements organisent des conférences, des rencontres entre des intellectuels, des chaires de cours et publient des notes thématiques. Tous ces départements sont dirigés par des binômes paritaires en genre et composés par des universitaires et des députés de la France insoumise.
La direction de l’Institut est divisée entre un conseil d’orientation et un conseil scientifique. En février 2023, d'après la journaliste à L'Opinion Emmanuelle Ducros, le conseil scientifique est composé de deux économistes, deux hauts fonctionnaires, cinq sociologues dont Françoise Vergès et Monique Pinçon-Charlot, une politologue spécialiste de l'Amérique latine, un sémiologue, une historienne de la Révolution Française, un éditeur et un psychanalyste. Emmanuelle Ducros critique l'absence de « sciences dures » dans ce conseil. La composition de ces organes est publique et publiée sur le site internet de l'institut.

## L'école de formation
L'institut comprend également une école de formation militante dont le responsable est Antoine Salles-Papou.
L'école de formation propose différents formats de cours : des formations à la demande pour les groupes militants insoumis, des week-end de formation régionaux et un cursus renforcé de dix week-end de formation. De plus, sur la base des concepts d'éducation populaire, toutes les conférences de l'Institut La Boétie sont filmées et disponibles gratuitement sur internet.

### Le cursus renforcé
Le cursus renforcé de l'Institut La Boétie est une formation organisée par « promotions » afin de former les futurs cadres du mouvement. Ceux-ci doivent assister à dix week-ends de formation où sont abordés différents thèmes comme la philosophie des Lumières, le matérialisme historique, la géographie politique et la pratique militante. Au rythme d'une promotion de 70 personnes tous les six mois, ce sont 140 insoumis qui sont formés tous les ans. La méthode de sélection des étudiants est transparente avec une note publique publiée lors du recrutement de chaque promotion. Des cours théoriques et des ateliers pratiques sont organisés pour celles et ceux qui ont vocation à devenir les futurs élus de La France insoumise. L'hebdomadaire Marianne compare l'institut à l'école des cadres du Parti communiste français des années 1950.

## Publications
Les différents départements de l'institut publient régulièrement des notes d'actualité ou sur des thématiques pour nourrir le débat public. L'institut et son département d'économie présentent en décembre 2022 une note consacrée à l'inflation et dénonce le 11 avril 2023 dans une nouvelle note qu'une boucle « profits-prix » nourrit l'inflation alimentaire au profit de l’industrie agroalimentaire et au détriment du pouvoir d’achat des Français,. De même, en août 2023 dans un point de conjoncture, il montre que les entreprises s’appuient sur la hausse des prix, les aides publiques, et des faibles hausses de salaire pour maintenir des marges confortables.
Le département d'économie publie également régulièrement une note de conjoncture économique. Dans la note publiée en mai 2024, l'institut dénonce par exemple les coupes budgétaires dans les services publics pour financer les aides aux entreprises.

## Présidence
L'institut est co-présidé par Jean-Luc Mélenchon et Clémence Guetté.